# Hassi Bahbah (distrito)
Hassi Bahbah é um distrito localizado na província de Djelfa, Argélia, e cuja capital é a cidade de mesmo nome, Hassi Bahbah.[carece de fontes?]